# Jacka Valley
Das Jacka Valley ist ein glaziales Trogtal auf der Insel Heard-Insel im südlichen Indischen Ozean. Es wird vom Jacka-Gletscher eingenommen, durch dessen Rückzug weite Teile des Tals freigelegt sind.
Benannt ist das Tal in Anlehnung an die Benennung des gleichnamigen Gletschers. Dessen Namensgeber ist der Physiker Frederick Fred John Jacka (1925–1992) der 1948 im Rahmen einer Kampagne der Australian National Antarctic Research Expeditions Vermessungen des Gletschers vornahm.